# Flower (jeu vidéo)
Pour les articles homonymes, voir Flower et Flowers (jeu vidéo).
Flower est un jeu vidéo développé par thatgamecompany et édité par Sony Computer Entertainment, sorti en 2009 sur la console PlayStation 3. Il s’agit d'un jeu d'action-aventure publié en téléchargement sur le PlayStation Network le 12 février 2009. Le jeu met en scène des pétales de fleurs portées par le vent. Le joueur contrôle le vent grâce à la fonction de reconnaissance de mouvement de la manette.
Le jeu ressort sur iOS en 2017 et sur Windows en 2019.
Flower a reçu des critiques très positives de la presse spécialisée. Il a été nommé aux Game Critics Awards 2008, catégorie « Meilleur jeu original », et a reçu plusieurs prix de la presse.

## Système de jeu
Flower présente un gameplay épuré et minimaliste, sans interface visuelle et réduit à l'utilisation d'une seule touche, rendant le jeu accessible à un large public. Il est impossible de rater un niveau, ni même de perdre la progression effectuée. Le jeu ne comporte ni ennemis, ni points de vie, ni limites de temps. La durée d'une partie peut aller d'une à trois heures,.

### Généralités
Le jeu est composé de six niveaux principaux, suivis d'un générique de fin. Chaque niveau est représenté par une fleur en pot posée sur le rebord d'une fenêtre d'appartement ; en sélectionnant une fleur, le joueur entre dans le « rêve » de cette fleur.
Bien que le jeu ne soit agrémenté ni de textes explicatifs ni de commentaires sonores, générique mis à part, les six rêves de fleurs créent une continuité narrative. Dans chaque niveau, le point de départ du pétale avoisine l'arrivée du niveau précédent et au cours du jeu, le joueur s'approche progressivement d'une ville.
L'objectif des premiers niveaux est de restaurer la vie et les couleurs du paysage. Après que le joueur ait mis en route quelques moulins, le jeu se déroule de nuit et des fils de lumières se dirigent vers la ville. Ils la transforment, dans les deux derniers niveaux, en un lieu plus lumineux et accueillant qu'il n'apparaissait auparavant,.
La ville telle est aperçue depuis la fenêtre de l'appartement, dans le menu de sélection des niveaux, devient plus éclatante et colorée au fil de la progression du joueur dans le jeu. Si le joueur active trois fleurs secrètes dans chaque niveau, le paysage urbain est remplacé par un paysage montagnard. La musique évolue également au cours du jeu, devenant plus complexe.
Flower contient des trophées PlayStation Network. Certains concernent des objectifs à remplir dans les niveaux du jeu, mais de nombreux autres relèvent de la relaxation et de la contemplation, en harmonie avec l'esprit du jeu.

### Déplacements des pétales
Le joueur est chargé de contrôler le vent pour faire voler un unique pétale de fleur. L'inclinaison de la manette de PlayStation 3 influe sur le roulis et le tangage du pétale flottant. La pression de n'importe quel bouton de la manette accentue la force du vent, qui entraîne à son tour l'accélération du pétale.
Des groupes et rangées de fleurs sont présents dans chaque niveau. En s'en approchant avec le pétale porté par le vent, un nouveau pétale apparaît et se met à voler à la suite du premier. Plus il y a de pétales à faire voler, plus leur vitesse est grande.
L'approche de certaines fleurs cause des changements dans l'environnement du jeu tels que l'ouverture de nouvelles zones, la transformation de champs asséchés en prés verdoyants ou la mise en route de moulins à vent. Ces événements entraînent souvent la germination de nouvelles fleurs, prêtes à interagir avec le joueur. Quelques notes de musique retentissent au moment où le pétale conduit touche les fleurs. La musique du jeu elle-même s'adapte automatiquement aux changements d'environnement.
La caméra se contente généralement de suivre le pétale, et se déplace parfois pour montrer la scène sous un nouvel angle ou mettre en valeur les conséquences des actions du joueur.

## Scénario
Le jeu présente les rêves de pétales de fleurs portées par le vent de fleurs en pot d'appartements.

## Équipe de développement
- Producteur : Kellee Santiago
- Directeur créatif : Jenova Chen
- Designer : Nicholas Clark
- Ingénieur-chef : John Edwards

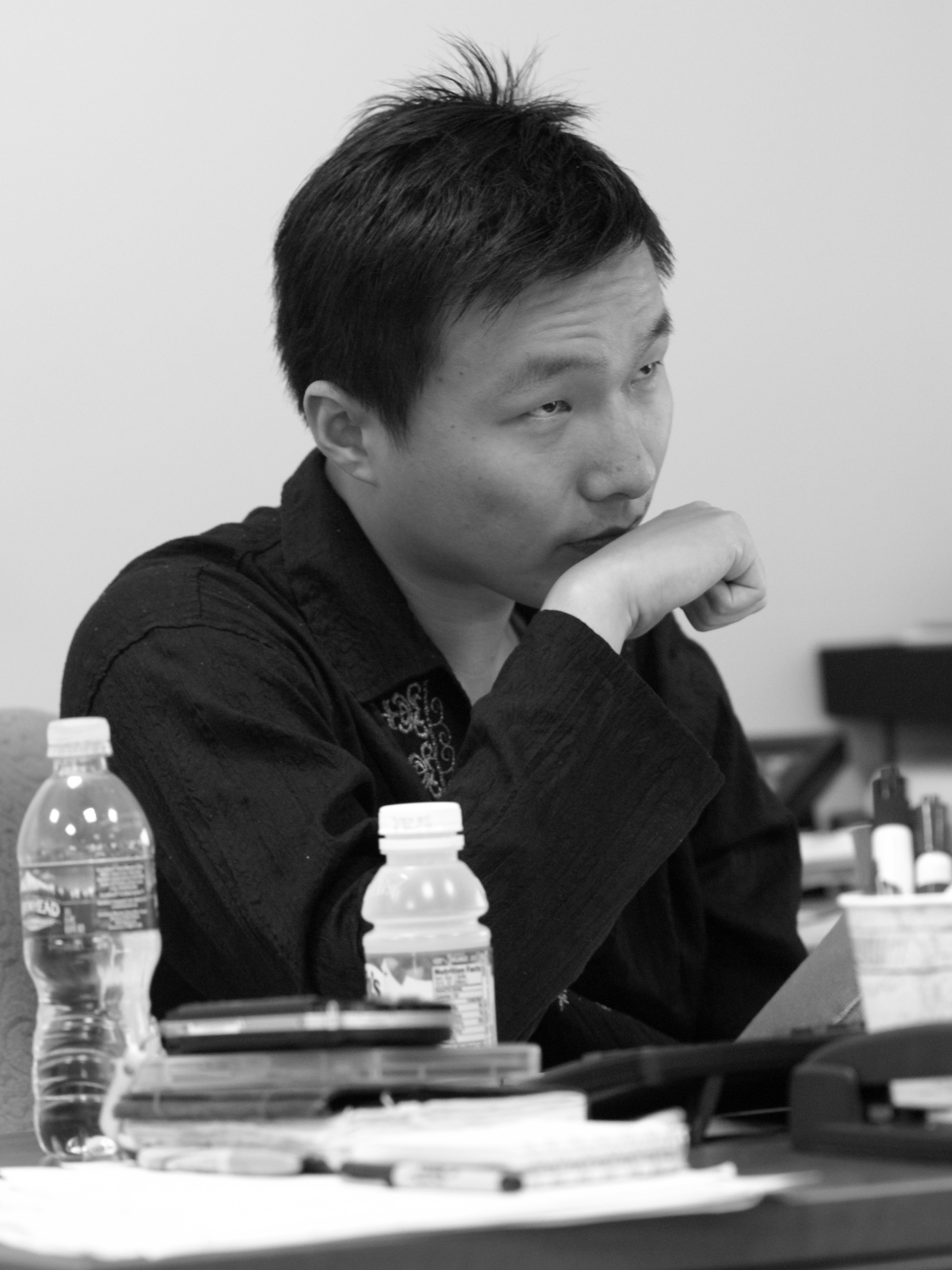
Jenova Chen

- Directeur artistique / Artiste chef : Matt Nava, Hao Cui
- Ingénieur : Martin Middleton, Rick Nelson
- Compositeur et bruiteur : Vincent Diamante
- Artiste 3D : Daniel Haas
- Illustrateurs : Thomas Yamaoka, Bonnie Lui
- Scénariste : Henry Goldberg

## Accueil
| Publication                         | Note                         |
| ----------------------------------- | ---------------------------- |
| AN 1UP.com                          | A                            |
| AN GameSpot                         | 8 / 10                       |
| RU IGN                              | 9 / 10                       |
| RU Edge                             | 7 / 10                       |
| FR Jeuxvideo.com                    | 18 / 20                      |
| Gameblog                            | 10/10                        |
| Compilations de plusieurs critiques |                              |
| GameRankings                        | 89 % (basé sur 20 critiques) |
| Metacritic                          | 88 % (basé sur 26 critiques) |

Flower a reçu des appréciations positives de la presse spécialisée. De nombreux journalistes ont prêté au jeu une portée poétique.
La courte durée de vie du jeu est souvent regrettée. « Force est de constater que le voyage est de bien courte durée », dit par exemple le test de jeuxvideo.fr, qui va dans le même sens que Gamekult et Eurogamer par exemple. Mais le jeu peut être recommencé plusieurs fois sans lassitude, de l'avis de ces mêmes critiques.
Flower a été également applaudi par la presse plus généraliste, à l'image de Libération, dont le critique Olivier Séguret parle d'« une des plus belles surprises de cet hiver 2009 » et d'un « énorme petit bijou ». Il dit notamment apprécier le gameplay épuré et limpide, le « miraculeux travail de production visuel et musical  » et les valeurs écologiques que l'œuvre parvient à transmettre par des moyens vidéoludiques.